# Gynacantha sextans
Gynacantha sextans är en trollsländeart som beskrevs av Mclachlan 1895. Gynacantha sextans ingår i släktet Gynacantha och familjen mosaiktrollsländor. IUCN kategoriserar arten globalt som livskraftig. Inga underarter finns listade i Catalogue of Life.